# Kia Rio
O Rio é um automóvel compacto da Kia.

## Terceira geração - (2011-2017)

### Desempenho em testes de colisão
O Rio Sedan (sem airbag) recebeu da Latin NCAP 0 estrelas das 5 possíveis, na proteção de adulto, e 1 estrela de proteção infantil em 2017. A geração seguinte (1 airbag) recebeu 2 estrelas das 5 possíveis em ambas as categorias.

## Galeria
- Primeira geração (2000-2005)
- Segunda geração (2005-2011)
- Terceira geração (2011-2017)
- Quarta geração (2017-presente)